# Гаре
Гаре (устар. Гари (Томба)) — река в России, протекает по Башкортостану. Устье реки находится в 65 км по левому берегу реки Гарейка. Длина реки составляет 16 км. Образуется при слиянии рек Каджматыелга и Зареклыелга севернее деревни Гарибашево.

## Притоки
- Юрмияз[4] (правый, в 1 км от устья)
- Сукарьяз[4] (правый)
- Сигиязелга[4] (левый)
- Калмияр[3] (правый)

## Данные водного реестра
По данным государственного водного реестра России относится к Камскому бассейновому округу, водохозяйственный участок реки — Белая от города Бирск и до устья, речной подбассейн реки — Белая. Речной бассейн реки — Кама.
Код объекта в государственном водном реестре — 10010201612111100026138.